# کانا کوراشینا
کانا کوراشینا (倉科 カナ Kurashina Kana, زادهٔ ۲۳ دسامبر ۱۹۸۷) بازیگر اهل ژاپن است که زیر نظر سونی میوزیک آرتیست فعالیت می‌کند.